# Sloop John B
"Sloop John B" är en låt framförd av den amerikanska gruppen The Beach Boys, utgiven på albumet Pet Sounds (1966) samt på singel 21 mars 1966. Låten spelades in av Beach Boys i en av Capitol Records studior, och var ursprungligen en traditionell folksång vars text omarbetades av Brian Wilson. Låten har spelats in av åtskilliga artister, både före och efter Beach Boys. Men det är Beach Boys-versionen som är mest känd. På tidningen Rolling Stones lista The 500 Greatest Songs of All Time ligger Beach Boys-versionen av "Sloop John B" på plats 271.
Låten spelas även i filmerna Summer Dreams: The Story of The Beach Boys, Beach Boys: An American Family och Forrest Gump.

## Bakgrund
Al Jardine var ett stort fan av folkmusik och kom till Brian Wilson med förslaget att Beach Boys skulle göra en cover på "Sloop John B". Jardine har senare berättat: "Brian satt vid pianot. Jag frågade honom om jag fick sätta mig ner och visa honom något. Jag lade ackordmönstret för låten. Jag frågade: Minns du den här sången? Jag spelade den. Han sa: Jag är inget stort fan av Kingston Trio. Han gillade inte folkmusik. Men jag gav inte upp idén. Så vad jag gjorde var att sätta mig ner och spela den för honom i Beach Boys idiom. Jag tänkte att om jag gav den till honom i rätt ljus, så skulle det kanske sluta med att han älskade den. Så jag modifierade ackordändringarna så att den skulle bli lite mer intressant. Den ursprungliga sången är i princip på tre ackord, och jag visste att det inte skulle funka. Så jag gjorde några mindre ändringar och töjde ut möjligheterna från en sångares perspektiv. I alla fall så spelade jag den, lämnade pianot och vi fortsatte arbeta. Redan nästa dag fick jag ett telefonsamtal och blev tillsagd att komma ner till studion. Brian spelade låten för mig, och jag var helt fascinerad. Idé-stadiet till den färdiga låten tog mindre än 24 timmar."

## Sångare väljs
Al Jardine förklarade sen att Brian "radade upp oss en gång för att plocka ut led-sångaren. Jag hade tagit för givet att jag skulle sjunga den, eftersom jag skrivit arrangemangen. Det var som en arbetsintervju. Ganska lustigt. Han gillade inte någon av oss. Min sångröst hade en mycket mildare framtoning eftersom jag tog den från folkidiomet. För radion behövde vi en mer rockig framtoning. Det slutade med att Brian och Mike sjöng den. Men jag hade roligt när jag förde in bandet på idén. Det var väldigt belönande på alla sätt utom ett; jag fick aldrig någon ära för mitt bidrag."
På den slutgiltiga inspelningen sjöng Brian Wilson den första och tredje versen medan Mike Love sjöng den andra versen. På en annan utgåva av Pet Sounds - The Pet Sounds Sessions - finns det två alternativa inspelningar av låten. På den ena sjunger Carl Wilson de två första verserna och på den andra sjunger Brian hela låten. Även en acapellaversion spelades in.

## Ändringar i texten
Brian Wilson ändrade texten i tre rader. "This is the worst trip since I've been born" ändrades till "This is the worst trip I've ever been on", han ändrade "I feel so break up" till "I feel so broke up". Och "Broke into the people's trunk" ändrades till "Broke in the captain's trunk". 

## Inspelningen
Den instrumentala sektionen spelades in den 22 juli 1965 i Western Records, Hollywood, Kalifornien med Chuck Brtiz som tekniker och Brian Wilson som producent. Det krävdes fjorton tagningar för att få musiken rätt och en orkester hyrdes in för att spela in den. 
Beach Boys spelade in sången under tre sessioner. Den första ägde rum den 22 december 1965 med Brian som producent. Den andra sessionen ägde rum den 29 december för att göra ett nytt sångpålägg. Billy Strange spelade på en 12-strängad elgitarr då. Den tredje sessionen spelades in i januari 1966 och då gällde det att spela in alla harmonier. Totalt fem olika röster sjunger på inspelningen. Brian Wilson och Mike Love sjunger verserna medan Al Jardine, Carl Wilson och Dennis Wilson backar upp dem. Brian använde en teknik som kallas "double-tracking" då han och Mike spelade in sina delar av låten, vilket skapade en illusion av att de sjöng samma sak två gånger och att ge deras röster ett bättre sound. Denna teknik användes ofta under inspelningen av Pet Sounds.

## Framgångar
Singeln, med låten You're So Good to Me på B-sidan, släpptes den 21 mars 1966. Den tog sig in på Billboardlistan den 2 april och tog sig upp till tredje plats den 7 maj. Singeln låg kvar på listan i totalt 11 veckor. Låten fick stora framgångar runtom i världen och förblir än idag en av Beach Boys populäraste och mest uppskattade låtar. Singeln låg etta på listorna i Tyskland, Australien och Norge i fem veckor, likaså i Schweiz, Nederländerna, Sydafrika och i Nya Zeeland. Den kom tvåa på listorna i Storbritannien och Kanada. År 1978 påstod Joseph Murrell att det var den snabbast säljande Beach Boys-singeln någonsin - den hade sålts i över en halv miljon exemplar knappt två veckor efter att den släppts. 
| Lista (1966)   | Position         |
| -------------- | ---------------- |
| Flandern       | 5                |
| Irland         | 2                |
| Kanada         | 2                |
| Nederländerna  | 1                |
| Norge          | 1                |
| Storbritannien | 2                |
| Sverige        | 4 (Kvällstoppen) |
| Sverige        | 5 (Tio i topp)   |
| USA            | 3                |
| Vallonien      | 39               |
| Västtyskland   | 1                |
| Österrike      | 1                |

## Cover-versioner
- Cornelis Vreeswijk har tolkat låten på svenska tillsammans med Ann-Louise Hanson, då med titeln Jag hade en gång en båt. Den svenska tolkningen spelas i filmen om hans liv. Den svenska versionen har även spelats in av Sten & Stanley.
- På engelska har låten tolkats av åtskilliga artister - däribland Tom Fogerty, Roger Whittaker, Jerry Jeff Walker, Dick Dale, The Ventures, Me First and the Gimme Gimmes, Barry McGuire och Simple Minds.